# Sam Sung (huyện)
Sam Sung (tiếng Thái: ซำสูง) là một huyện (amphoe) của tỉnh Khon Kaen, đông bắc Thái Lan.

## Lịch sử
Tiểu huyện (king amphoe) đã được thành lập vào ngày 31 tháng 3 năm 1994 thông qua việc tách 5 tambon từ huyện Kranuan, hiệu lực từ ngày 30 tháng 4 cùng năm.
Theo quyết định ngày 1 tháng 5 năm 2007 của chính phủ Thái Lan, tất cả 81 tiểu huyện sẽ được nâng thành huyện. Với việc đăng công báo hoàng gia ngày 24 tháng 8, việc nâng cấp này thành chính thức.

## Địa lý
Các huyện giáp ranh (từ phía tây nam theo chiều kim đồng hồ) là: Mueang Khon Kaen, Nam Phong và Kranuan của tỉnh Khon Kaen, và Chuen Chom và Chiang Yuen của tỉnh Maha Sarakham.

## Hành chính
Huyện này được chia ra thành 5 phó huyện (tambon), các đơn vị này lại được chia thành 34 làng (muban). Thị trấn (thesaban tambon) Sam Sung (เทศบาลตำบลซำสูง) nằm trên toàn bộ tambon Kranuan. Có 4 Tổ chức hành chính tambon.
| STT. | Tên       | Tên Thái | Số làng | Dân số |  |
| ---- | --------- | -------- | ------- | ------ |  |
| 1.   | Kranuan   | กระนวน   | 6       | 5.188  |  |
| 2.   | Kham Maet | คำแมด    | 5       | 3.449  |  |
| 3.   | Ban Non   | บ้านโนน   | 9       | 5.877  |  |
| 4.   | Khu Kham  | คูคำ      | 7       | 4.624  |  |
| 5.   | Huai Toei | ห้วยเตย   | 7       | 4.534  |  |